# آرکائول (اوفا، باشقیرستان)
آرکائول (انگلیسی: Arkaul, Ufa, Republic of Bashkortostan) یک شهرک در منطقه شهری اوفای جمهوری باشقیرستان در کشور روسیه است.